# Toronto Maple Leafs 2012/2013
Sezóna 2012/2013 byla 96. sezonou (86. sezónou pod současným názvem) Toronta Maple Leafs v NHL. Toronto obsadilo ve Východní konferenci 5. místo a poprvé od roku 2004 postoupilo do play-off. V něm prohrálo s Bostonem 3:4 na zápasy.

## Před sezónou
- Hráči, kterým skončila smlouva a odešli: Joey Crabb, Colby Armstrong, Philippe Dupuis, Jay Rosehill
- Volní hráči, kteří podepsali smlouvu s Torontem: Jay McClement (2 roky), Mike Kostka (1 rok), Keith Aucoin (1 rok), Simon Gysbers (1 rok), Mike Mottau (1 rok), Drew MacIntyre (1 rok)
- Jonas Gustavsson vyměněn do Winnipeg Jets za práva v draftu.
- Luke Schenn vyměněn do Philadelphia Flyers za Jamese van Riemsdyka.
- Matthew Lombardi vyměněn do Phoenix Coyotes za práva v draftu.

## Základní část

### Statistiky hráčů
| hráč               |           |   | Z  | G  | A  | B  | TM  |                               |
| ------------------ | --------- | - | -- | -- | -- | -- | --- | ----------------------------- |
| Phil Kessel        | USA       | Ú | 48 | 20 | 32 | 52 | 18  |                               |
| Nazem Kadri        | Kanada    | Ú | 48 | 18 | 26 | 44 | 23  |                               |
| James van Riemsdyk | USA       | Ú | 48 | 18 | 14 | 32 | 26  |                               |
| Cody Franson       | Kanada    | O | 45 | 4  | 25 | 29 | 8   |                               |
| Tyler Bozak        | Kanada    | Ú | 46 | 12 | 16 | 28 | 6   |                               |
| Dion Phaneuf       | Kanada    | O | 48 | 9  | 19 | 28 | 65  |                               |
| Nikolaj Kuljomin   | Rusko     | Ú | 48 | 7  | 16 | 23 | 22  |                               |
| Clarke MacArthur   | Kanada    | Ú | 40 | 8  | 12 | 20 | 26  |                               |
| Joffrey Lupul      | Kanada    | Ú | 16 | 11 | 7  | 18 | 12  |                               |
| Jay McClement      | Kanada    | Ú | 48 | 8  | 9  | 17 | 11  |                               |
| Michail Grabovskij | Bělorusko | Ú | 48 | 9  | 7  | 16 | 24  |                               |
| Carl Gunnarsson    | Švédsko   | O | 37 | 1  | 14 | 15 | 14  |                               |
| Matt Frattin       | Kanada    | Ú | 25 | 7  | 6  | 13 | 4   |                               |
| John-Michael Liles | USA       | O | 32 | 2  | 9  | 11 | 4   |                               |
| Leo Komarov        | Finsko    | Ú | 42 | 4  | 5  | 9  | 18  |                               |
| Mark Fraser        | Kanada    | O | 45 | 0  | 8  | 8  | 85  |                               |
| Mike Kostka        | Kanada    | O | 35 | 0  | 8  | 8  | 27  |                               |
| Frazer McLaren     | Kanada    | Ú | 35 | 3  | 2  | 5  | 102 | 31. ledna přišel ze San Jose  |
| Colton Orr         | Kanada    | Ú | 44 | 1  | 3  | 4  | 155 |                               |
| Jake Gardiner      | USA       | O | 12 | 0  | 4  | 4  | 0   |                               |
| Korbinian Holzer   | Německo   | O | 22 | 2  | 1  | 3  | 28  |                               |
| Ryan O'Byrne       | Kanada    | O | 8  | 1  | 1  | 2  | 6   | 3. dubna přišel z Colorada    |
| Ryan Hamilton      | Kanada    | Ú | 10 | 0  | 2  | 2  | 0   |                               |
| Mike Brown         | Kanada    | Ú | 12 | 0  | 1  | 1  | 70  | 4. března odešel do Edmontonu |
| Dave Steckel       | USA       | Ú | 13 | 0  | 1  | 1  | 0   | 15. března odešel do Anaheimu |
| Mike Komisarek     | USA       | O | 4  | 0  | 0  | 0  | 2   |                               |
| Joe Colborne       | Kanada    | Ú | 5  | 0  | 0  | 0  | 2   |                               |

### Statistiky brankářů
| hráč         |        | Z  | V  | nuly | %     |
| ------------ | ------ | -- | -- | ---- | ----- |
| James Reimer | Kanada | 33 | 19 | 4    | 92,36 |
| Ben Scrivens | Kanada | 20 | 7  | 2    | 91,51 |
| Jussi Rynnäs | Finsko | 1  | 0  | 0    | 100   |

## Play-off

### Statistiky hráčů
| hráč               |           |   | Z | G | A | B | TM |
| ------------------ | --------- | - | - | - | - | - | -- |
| James van Riemsdyk | USA       | Ú | 7 | 2 | 5 | 7 | 4  |
| Phil Kessel        | USA       | Ú | 7 | 4 | 2 | 6 | 2  |
| Cody Franson       | Kanada    | O | 7 | 3 | 3 | 6 | 0  |
| Jake Gardiner      | USA       | O | 6 | 1 | 4 | 5 | 0  |
| Joffrey Lupul      | Kanada    | Ú | 7 | 3 | 1 | 4 | 4  |
| Nazem Kadri        | Kanada    | Ú | 7 | 1 | 3 | 4 | 10 |
| Clarke MacArthur   | Kanada    | Ú | 5 | 2 | 1 | 3 | 2  |
| Dion Phaneuf       | Kanada    | O | 7 | 1 | 2 | 3 | 6  |
| Tyler Bozak        | Kanada    | Ú | 5 | 1 | 1 | 2 | 4  |
| Matt Frattin       | Kanada    | Ú | 6 | 0 | 2 | 2 | 0  |
| Michail Grabovskij | Bělorusko | Ú | 7 | 0 | 2 | 2 | 2  |
| Ryan Hamilton      | Kanada    | Ú | 2 | 0 | 1 | 1 | 0  |
| Mark Fraser        | Kanada    | O | 4 | 0 | 1 | 1 | 7  |
| Nikolaj Kuljomin   | Rusko     | Ú | 7 | 0 | 1 | 1 | 0  |
| Carl Gunnarsson    | Švédsko   | O | 7 | 0 | 1 | 1 | 0  |
| Leo Komarov        | Finsko    | Ú | 7 | 0 | 0 | 0 | 17 |
| Colton Orr         | Kanada    | Ú | 7 | 0 | 0 | 0 | 18 |
| Jay McClement      | Kanada    | Ú | 7 | 0 | 0 | 0 | 0  |
| Ryan O'Byrne       | Kanada    | O | 6 | 0 | 0 | 0 | 4  |
| John-Michael Liles | USA       | O | 4 | 0 | 0 | 0 | 2  |
| Joe Colborne       | Kanada    | Ú | 2 | 0 | 0 | 0 | 0  |
| Frazer McLaren     | Kanada    | Ú | 1 | 0 | 0 | 0 | 2  |
| Mike Kostka        | Kanada    | O | 1 | 0 | 0 | 0 | 0  |

### Statistiky brankáře
| hráč         |        | Z | V | nuly | %     |
| ------------ | ------ | - | - | ---- | ----- |
| James Reimer | Kanada | 7 | 3 | 0    | 92,28 |